# Erik Van Dillen
Erik Van Dillen (San Mateo, 21 febbraio 1951) è un ex tennista statunitense.

## Carriera
In carriera ha vinto 1 titolo in singolare e 13 titoli di doppio. Nei tornei del Grande Slam ha ottenuto il suo miglior risultato raggiungendo le finali di doppio agli US Open nel 1971, a Wimbledon nel 1972 e agli Australian Open nel 1977.
Con la squadra statunitense ha vinto due edizioni della Coppa Davis, nel 1971 e nel 1972, entrambe contro la Romania.

## Statistiche

### Singolare

#### Vittorie (1)
| Numero | Anno | Torneo                             | Superficie | Avversario in finale | Punteggio   |
| 1.     | 1973 | Nottingham John Player, Nottingham | Erba       | Frew Donald McMillan | 3-6 6-1 6-1 |

### Doppio

#### Vittorie (13)
| Numero | Anno | Torneo                                      | Superficie  | Compagno         | Avversari in finale                 | Punteggio     |
| 1.     | 1971 | Cincinnati Open, Cincinnati                 | Terra rossa | Stan Smith       | Sandy Mayer Roscoe Tanner           | 6-4, 6-4      |
| 2.     | 1973 | Copenaghen Open, Copenaghen                 | Sintetico   | Tom Gorman       | Mark Cox Graham Stilwell            | 6–4, 6–4      |
| 3.     | 1973 | Nottingham John Player, Nottingham          | Erba        | Tom Gorman       | Bob Carmichael Frew Donald McMillan | 9-7, 6-3      |
| 4.     | 1974 | Nottingham John Player, Nottingham          | Erba        | Charlie Pasarell | Robert Lutz Stan Smith              | 9-7, 6-3      |
| 5.     | 1975 | Toronto Indoor, Toronto                     | Sintetico   | Dick Stockton    | Anand Amritraj Vijay Amritraj       | 6-4, 7-5, 6-1 |
| 6.     | 1975 | U.S. Indoor National Championships, Memphis | Sintetico   | Dick Stockton    | Mark Cox Cliff Drysdale             | 1-6, 7-5, 6-4 |
| 7.     | 1975 | ATP Volvo International, North Conway       | Terra rossa | Haroon Rahim     | John Alexander Phil Dent            | 6–3, 1–6, 7–5 |
| 8.     | 1976 | ATP Birmingham, Birmingham                  | Sintetico   | Jimmy Connors    | Hank Pfister Dennis Ralston         | 6–3, 6–2      |
| 9.     | 1976 | Cincinnati Open, Cincinnati                 | Terra rossa | Stan Smith       | Eddie Dibbs Harold Solomon          | 6-1, 6-1      |
| 10.    | 1978 | New Orleans Open, New Orleans               | Sintetico   | Dick Stockton    | Ismail El Shafei Brian Fairlie      | 6–3, 7–5      |
| 11.    | 1978 | ATP Cleveland, Cleveland                    | Cemento     | Dick Stockton    | Rick Fisher Bruce Manson            | 6–1, 6–4      |
| 12.    | 1981 | Hall of Fame Tennis Championships, Newport  | Erba        | Brad Drewett     | Kevin Curren Billy Martin           | 6-2, 6-4      |
| 13.    | 1981 | ATP Cleveland, Cleveland                    | Cemento     | Van Winitsky     | Syd Ball Ross Case                  | 6–4, 5–7, 7–5 |